# رودريك تشارلز ماكدونالد
رودريك تشارلز ماكدونالد هو سياسي كندي، ولد في 1 نوفمبر 1885، وتوفي في 18 سبتمبر 1978.